# جائزة بلجيكا الكبرى 1951
جائزة بلجيكا الكبرى 1951 هو سباق فورمولا 1 أقيم بتاريخ 17 يونيو 1951 في حلبة دي سبا فرانكورشومب، حمام معدني، بلجيكا. كان الثالث من أصل 8 في بطولة العالم لسباقات الفورمولا واحد موسم 1951. حلّ الإيطالي جوزيبي فارينا أولا بينما جاء الإيطالي البرتو اسكاري في المركز الثاني.